# Nancy Lieberman
Nancy Lieberman (Brooklyn, Nueva York, 1 de julio de 1958) es una entrenadora y exjugadora de baloncesto estadounidense. Fue miembro de la selección femenina de Estados Unidos que obtuvo la medalla de plata en los Juegos Olímpicos de Montreal 1976 y que conquistó el título en el Campeonato Mundial de Baloncesto de Seúl 1979. Es miembro del Salón de la Fama del Baloncesto desde 1996 y del Women's Basketball Hall of Fame desde 1999.

## Trayectoria como jugadora

### Primeros años
Lieberman nació en Brooklyn pero creció en Queens. Desde pequeña se interesó por los deportes, destacándose en baloncesto. No jugó formalmente en un equipo femenino hasta su segundo año en la Far Rockaway High School, habiendo anteriormente practicado el deporte en canchas urbanas donde competía contra varones y era apodada "Fire". Integró también el equipo Harlem Chuckles, con el que compitió en torneos de la AAU.

### Universidad
Fue reclutada en 1976 por la Universidad de Old Dominion. Lideró durante cuatro temporadas a las Lady Monarchs, obteniendo dos títulos nacionales de la Association for Intercollegiate Athletics for Women (1979 y 1980) y una edición del Women's National Invitation Tournament (1978); en lo individual, la base marcó 2.430 puntos, capturó 1167 rebotes y entregó 961 asistencias. 
Se adjudicó en dos ocasiones el Trofeo Wade, un galardón otorgado a la mejor jugadora del baloncesto universitario estadounidense. Por esa época recibió el apodo de "Lady Magic", inspirado en Magic Johnson.

### Profesionalismo
Concluida su carrera en el baloncesto universitario, Lieberman decidió jugar profesionalmente. Se presentó al draft de la Women's Professional Basketball League de 1980, siendo elegida en el primer puesto de la primera ronda por las Dallas Diamonds. En su única temporada con el equipo en esa liga, alcanzó la final del torneo, cayendo ante las Nebraska Wranglers. Lieberman, por su parte, sería reconocida como la Mejor Novata del Año.
La WBL se disolvió oficialmente en noviembre de 1981. Lieberman inició una campaña personal para revivir el baloncesto profesional femenino en su país, que la llevó a mantener reuniones con toda clase de empresarios y promotores deportivos (incluyendo a Jerry Buss, Larry King y Ted Turner), y a crear junto a Steve Corey el tour Ladies Over America All Stars con el que recorrió varios estados en los primeros meses de 1983. Su trabajo dio sus frutos cuando Bill Byrne refundó la WBL con el nombre de Women's American Basketball Association para la temporada 1984. Lieberman retornó a las Dallas Diamonds, equipo al que condujo al campeonato, siendo además reconocida como la MVP de la liga. Sin embargo la WABA cesaría sus operaciones poco después.
En el verano de 1986 retornó a la competición profesional, siendo incorporada al Springfield Fame de la USBL, una liga masculina. Aunque se convirtió en la primera mujer de la historia en ser contratada por un equipo profesional de baloncesto masculino, no fue esa la primera vez que Lieberman rompió las barreras de género: ya desde 1980 participaba en torneos de verano contra hombres (incluso en 1981 había sido parte de la escuadra de Los Angeles Lakers que intervino en la Southern California Summer Pro League). Al año siguiente retornó a la liga, esta vez fichada por los Long Island Knights.
En diciembre de 1987 se unió a los Washington Generals, el equipo sparring de los Harlem Globetrotters.
Casi una década después, Lieberman se presentó al Draft de la WNBA de 1997. Aunque estaba próxima a cumplir los 39 años, la base había estado jugando en buen nivel con el equipo femenino de baloncesto de los Athletes in Action en una serie de partidos amistosos contra escuadras universitarias femeninas. De todos modos fue seleccionada por las Phoenix Mercury en el anteúltimo puesto de la ronda de jugadoras de élite. En la temporada inaugural de la WNBA jugó 25 partidos de serie regular y 1 de playoffs, promediando 2,5 puntos, 1,2 rebotes y 1,6 asistencias por encuentro. 
La última experiencia como jugadora profesional que tuvo Lieberman fue en la temporada 2008 de la WNBA cuando fue contratada por una semana por las Detroit Shock, luego de que Bill Laimbeer, entrenador del equipo, se lo pidiera al coincidir con ella en el All-Star Weekend de la NBA del año anterior. Sólo actuó en un partido ante las Houston Comets, convirtiéndose con sus 50 años en la jugadora de mayor edad en jugar en la liga.

### Selección nacional
Lieberman fue convocada a la selección femenina de baloncesto de Estados Unidos a sus 17 años, cuando todavía era estudiante de escuela secundaria. Integró la escuadra que obtuvo la medalla de oro en los Juegos Panamericanos de 1975. Ese mismo grupo competiría al año siguiente en el torneo de baloncesto femenino de los Juegos Olímpicos de Montreal 1976, obteniendo la medalla de plata tras caer en la final ante la Unión Soviética.
La relación de Lieberman con el equipo nacional se mantendría en los siguientes años, permitiéndole formar parte del plantel que ganó el Campeonato Mundial de Baloncesto Femenino y la Copa William Jones de 1979, y la medalla de plata en los Juegos Panamericanos de 1979.
Aunque estuvo en la nómina de jugadoras que participarían de los Juegos Olímpicos de Moscú 1980, el boicot impulsado por Jimmy Carter le impidió asistir a la cita olímpica. Posteriormente, al pasar a jugar profesionalmente, quedó desautorizada para competir en los torneos organizados por la FIBA.
En 1990, con la modificación de las reglas impuesta por FIBA para los profesionales, intentó volver a la selección estadounidense pero los entrenadores no la integraron a los equipos que compitieron en los Goodwill Games 1990 ni en los Juegos Olímpicos de Barcelona 1992.

## Trayectoria como entrenadora
Lieberman se desempeñó desde 1998 hasta 2000 como entrenadora de las Detroit Shock de la WNBA, dejando el equipo en medio de un escándalo sobre su relación sentimental con la jugadora Anna DeForge.
En noviembre de 2009 fue anunciada como la entrenadora en jefe de los Texas Legends, un equipo de la NBA Development League. Gracias a ello rompió otra barrera de género, convirtiéndose en la primera mujer en los Estados Unidos en ser entrenadora principal de un equipo de baloncesto profesional masculino. Los Legends bajo su mando alcanzaron la primera ronda de los playoffs de la temporada 2010-11 de la NBA Development League, siendo eliminados por los Tulsa 66ers.
Lieberman también actuó en la NBA cuando fue contratada como parte del cuerpo de entrenadores encabezado por George Karl en los Sacramento Kings en 2015. En este caso, fue la segunda mujer en ocupar dicho cargo, habiendo sido Becky Hammon la primera.
En 2018 asumió como entrenadora del equipo Power, una franquicia del BIG3.

## Vida personal
Lieberman fue entrenadora personal y pareja de la tenista Martina Navratilova a comienzos de la década de 1980.
Entre 1988 y 2001 estuvo casada con Tim Cline, que fue compañero suyo en los Washington Generals. De esa unión nacieron cuatro hijos, siendo uno de ellos el baloncestista profesional T. J. Cline.
Aunque es étnicamente judía y fue criada por un matrimonio de judíos practicantes, Lieberman se convirtió al cristianismo durante su vida adulta. Visitó Israel por primera vez en 2011, manifestando su admiración por la cultura judía.
El Rotary Club de Detroit bautizó a un galardón que desde 2000 otorga a la mejor base femenina de la NCAA como Premio Nancy Lieberman.

### Carrera en los medios
Lieberman trabajó como analista de baloncesto femenino para la cadena ESPN, como comentarista de los partidos de los New Orleans Pelicans y como panelista en Fox Sports Oklahoma en un programa dedicado al Oklahoma City Thunder.
Protagonizó la película Perfect Profile -estrenada en 1989-, en la que interpreta a una mujer que llega a la NBA porque el dueño de un equipo cree que es varón. También ha aparecido en episodios de Joanie Loves Chachi y The Cosby Show.
Participó en 1993, junto con Alice Brown y Tyrell Biggs, de una edición especial del programa American Gladiators titulada "Gold Medal Challenge of Champions". 
En 2008 compitió en la Toyota Pro/Celebrity Race, un evento de automovilismo a beneficio de hospitales de niños en California.
Es autora de los libros Lady Magic: The Autobiography of Nancy Lieberman-Cline (1992), Basketball for Women: Becoming a Complete Player (1996) y Playbook for Success: A Hall of Famer's Business Tactics for Teamwork and Leadership (2010). 